# Khūnīk-e Tajen
Khūnīk-e Tajen är en ort i Iran.   Den ligger i provinsen Khorasan, i den östra delen av landet, 700 km öster om huvudstaden Teheran. Khūnīk-e Tajen ligger 1 846 meter över havet och antalet invånare är 206.
Terrängen runt Khūnīk-e Tajen är huvudsakligen kuperad, men åt sydväst är den bergig.Runt Khūnīk-e Tajen är det glesbefolkat, med 10 invånare per kvadratkilometer. Närmaste större samhälle är Gerīmench, 18,1 km norr om Khūnīk-e Tajen. Omgivningarna runt Khūnīk-e Tajen är i huvudsak ett öppet busklandskap.